# ایوان، بوریس و من
«ایوان، بوریس و من» (به فرانسوی: Ivan, Boris et moi) ترانه‌ای از ماری لافوره خوانندهٔ اهل فرانسه است. این ترانه اولین بار در ئی‌پی ماری لافوره-قسمت چهاردهم (۱۹۶۷) منتشر شد که آن آلبوم با نام ایوان، بوریس و من هم شناخته می‌شود.

## فهرست قطعات
ئی‌پی ماری لافوره-قسمت چهاردهم در بردارندهٔ ۴ قطعه است:
1. «ایوان، بوریس و من»
2. «هیچ قولی نمی‌دم»
3. «برای یک نفر که می‌آید»
4. «تام»

## موقعیت در جدول‌های فروش موسیقی
| چارت (۱۹۶۷)               | بالاترین جایگاه |
| ------------------------- | --------------- |
| اولتراتاپ بلژیک (والونیا) | ۱۵              |

## بازخوانی‌ها
«ایوان، بوریس و من» با تغییر شعر و نام توسط دو خوانندهٔ اهل شوروی سابق کاور شده‌است. آلا یوشپه در سال ۱۹۷۵ این ترانه را با نام «سه به‌علاوهٔ پنج» اجرا کرده و ادیتا پیخا آن را با عنوان «آنتوان، ایوان، بوریس» بازخوانی کرده‌است.